# Relaciones Finlandia-Venezuela
Las relaciones Finlandia-Venezuela se refieren a las relaciones internacionales que existen entre Finlandia y Venezuela.

## Historia
Finlandia estuvo entre los 28 países de la Unión Europea que desconocieron los resultados de las elecciones de la Asamblea Nacional Constituyente de Venezuela de 2017
 Finlandia también desconoció los resultados de las elecciones presidenciales de Venezuela de 2018, donde Nicolás Maduro fue declarado como ganador.[cita requerida]
En 2019, durante la crisis presidencial de Venezuela, Finlandia reconoció a Juan Guaidó como presidente de Venezuela.